# Putování s dinosaury
Putování s dinosaury (v anglickém originále  Walking with Dinosaurs ) je šestidílný pseudo-dokumentární cyklus o životě dinosaurů v koprodukci BBC.
Za pomocí počítačových efektů zde animátoři vytvořili svět druhohorních plazů v interakci s reálným prostředím. Série byla poprvé v televizním vysílání uvedena roku 1999 a ihned překonala všechny rekordy ve sledovanosti ve Velké Británii i jinde. Ztvárnění dinosaurů je zde natolik realistické, že umožňuje získat dojem opravdové procházky světem pravěku. Na dokumentu se podílelo mnoho vědců, především paleontologů. Velmi úspěšná série má několik již uvedených pokračování: Putování s pravěkými zvířaty – Walking with Beasts, Putování s pravěkými lidmi – Walking with Cavemen, a nejnověji také Putování s příšerami (v Česku vyšlo na DVD roku 2008 pod českým názvem Putování s pravěkými monstry – život před dinosaury) – Walking with monsters. Kromě těchto sérií bylo natočeno také několik speciálů: Balada o Allosaurovi – The Ballad Of Big Al, Monstra pravěkých oceánů – Sea Monsters, a Gigantičtí ještěři – Chased by Dinosaurs. Všechny speciály i série byly rovněž vydány na DVD.
Jedním z hlavních vědeckých poradců při tvorbě seriálu byl také uznávaný americký paleontolog Thomas Holtz a jeho britský kolega Michael J. Benton.
Druhou řadu má BBC uvést v roce 2025.

## Představení
V rámci produkce BBC byla již roku 2007 vytvořena také putovní show s velkými animatronickými modely dinosaurů Walking With Dinosaurs: The Arena Spectacular, která se českému publiku představila v pražské O2 Aréně ve dnech 17.–21. února 2010 a znovu 17.–20. ledna 2019.

## Film
Společnosti 20th Century Fox a BBC Earth uvedly 14. prosince 2013 na Mezinárodním filmovém festivalu v Dubaji animovaný film stejného názvu sledující život pachyrhinosaurů v období pozdní křídy před 70 miliony let. Spíše než dokumentární je však film spíše dobrodružný a rodinný, původní tvůrci série se na něm nepodíleli.

## Dinosauři
- Allosaurus – 2. díl
- Anatotitan – 6. díl
- Ankylosaurus – 6. díl
- Australovenator – polární allosaurus – 5. díl
- Brachiosaurus – 2. díl
- Coelophysis – 1. díl
- Diplodocus – 2. díl
- Dromaeosaurus – 6. díl
- Eustreptospondylus – 3. díl
- Iguanodon – 4. díl
- Leaellynasaura – 5. díl
- Muttaburrasaurus – 5. díl
- Ornitholestes – 2. díl
- Plateosaurus – 1. díl
- Stegosaurus – 2. díl
- Torosaurus – 6. díl
- Triceratops (mršina) – 6. díl
- Tyrannosaurus – 6. díl
- Utahraptor – 4. díl

## Vedlejší tvorové – mořská monstra, savcovití plazi a pterosauři
- Anurognathus
- Cryptoclidus
- Cynodont
- Koolasuchus
- Liopleurodon
- Ophthalmosaurus
- Ornithocheirus
- Peteinosaurus
- Postosuchus
- Quetzalcoatlus
- Rhamphorhynchus

## Seznam dílů
- Nová krev (New blood) – 220 miliony let
- Čas titánů (Time of titans) – 152 miliony let
- Kruté moře (Cruel sea) –145 miliony let
- Giganti oblohy (Giant of skies) – 127 miliony let
- Duchové polárního lesa (Spirits of the Ice Forest) – 110 miliony let
- Zánik dynastie (Death of dynasty) – 65,5 miliony let[3]

## Vědecké nepřesnosti v seriálu
V cyklu Putování s dinosaury se vyskytuje několik vědeckých nepřesností. Například Utahraptor, jehož pozůstatky byly nalezeny v Utahu, byl vyobrazen jako evropský druh a Liopleurodon je uveden se špatnými rozměry (jako gigant s délkou 25 metrů a hmotností 150 tun), ve skutečnosti měřil na délku "jen" necelých 7 metrů.[zdroj⁠?!]